# هربرت سبيرو
هربرت سبيرو هو دبلوماسي وسياسي أمريكي، ولد في 7 سبتمبر 1924 في هامبورغ في ألمانيا، وتوفي في 6 أبريل 2010 في سان أنطونيو في الولايات المتحدة. نشط حزبياً في الحزب الجمهوري. وقد انتخب سفير الولايات المتحدة  لدى الكاميرون ‏ (1 سبتمبر 1975 – 7 مايو 1977).